# 梶木隆一
梶木 隆一（かじき りゅういち、1910年11月10日 - 2012年5月6日）は、日本の英語学者。東京外国語大学名誉教授。

## 概要
東京生まれ。東京帝国大学卒業。1955年東京外国語大学教授、1973年定年、名誉教授となり明星大学教授、駿台予備学校でも英語を教えた。語学教育研究所理事長（1980年4月～1986年3月）、大学英語教育学会会長などを歴任。
大学、高校入試の英語教科書を数多く著し、受験英語に活躍、また英語の辞書も編纂した。
2012年5月6日に心不全で死去。101歳没
。

## 著作
- 英語動詞の使い方 三省堂出版 1951(三省堂の受験全書)
- 中学生の英語 旺文社 1951
- 英文解釈・文法の綜合演習 基礎把握と実力完成 山海堂 1952 (大学受験演習問題叢書)
- 重点演習英文解釈 三省堂出版, 1954
- 英語 旺文社, 1954. -- (高校進学者のためのアチーブ対策シリーズ)
- 英文解釈セミナ 藤田清次共著 学生社, 1955
- 英文の訳し方 研究社出版 1956-57 (基礎英語シリーズ
- 英語の基礎 旺文社, 1957. -- (高校基礎シリーズ)
- 英文和訳の完全整理 旺文社, 1957. -- (大学入試完全整理叢書 ; 第1)
- 英語標準問題三百選 佐山栄太郎,岩田一男共著 研究社出版, 1957
- 英文法・英作文1000題 学生社 1958
- 英文解釈1000題 学生社 1958
- 英文解釈の傾向と対策 原仙作,J.B.ハリス共著 旺文社 1958 (大学入試対策シリーズ)
- 重要英単語同意語反意語集 学生社 1958
- 英文和訳の総合整理 旺文社 1959 (大学入試総合整理叢書)
- ユニヴァース英和辞典 稲村松雄共編 小学館, 1960
- 英語総合問題セミナ 学生社, 1961
- 例文活用英単語・熟語研究 藤田清次共編 学生社, 1961
- 重要英語例文解釈熟語集 学生社, 1961
- 英作文の研究 三省堂 1961 (基本と活用シリーズ)
- シニアユニヴァース英和辞典 稲村松雄,鳥居次好共編 小学館 1963
- 英語基礎1000題 学生社, 1963
- 重要英語構文集 学生社, 1963
- ユニヴァース和英辞典 稲村松雄共編 小学館, 1963
- 英語555題 学生社 1964.7
- 英文解釈 旺文社 1965.3. -- (合格圏 ; 1)
- 10年間大学入試英文解釈問題の焦点 羽染竹一共編 講談社 1966 (大学入試焦点シリーズ)
- 英語難問集 学生社 1967
- 英作文 三省堂 1967 (大学入試重要問題)
- 速解英文解釈 三省堂 1967.9
- 大学入試精選英語問題集 川合好彦共編 研究社出版 1969.1
- 高校英語12章 基礎知識の整理と演習 研究社出版 1969.5
- 新英文法の研究 旺文社 1969
- 「英語の基礎」問題集 旺文社 1969.1
- ダイアモンド高校英和辞典 稲村松雄,鳥居次好共編 小学館 1970
- 基本米英会話小辞典 木塚晴夫共著 学生社 1970
- 英文法小辞典 宮川幸久共編 学生社 1971
- 段階別重要英語単語集 学生社 1972
- 研究英文法 宮川幸久共編 旺文社 1973.2
- 新英語標準問題300選 佐山栄太郎,岩田一男共著 研究社出版 1973.9
- スタート高校英語問題集 旺文社, 1976.8
- 新研究英文法 宮川幸久共著 旺文社 1978.2
- ダイヤ和英辞典 稲村松雄共編 小学館, 1979.1
- 国公立大二次の英語 宮川幸久,J.B.ハリス共著 旺文社 1982 (大学入試傾向と対策 ; 1)
- 難関校突破のための英文解釈特講75 旺文社, 1985.2
- 米英会話小辞典 木塚晴夫共著 学生社 1986
- 英文読解ベスト30 旺文社 1990 (大学入試傾向と対策 ; 1)

- 『超人バーナード・ショー』學鐙 1951/1
- 「ロバート・リンドの随筆」明星大学研究紀要 人文学部  1974/10明星大学)

## 翻訳
- モヒカン族の最後 フェニモア・クーパー 新少国民社 1948
- くるみさん C.S.ベイリー トッパン 1950